# جووانی باتیستا گراسی
جووانی باتیستا گراسی (به ایتالیایی: Giovanni Battista Grassi)،(زاده ۲۷ مارس ۱۸۵۴ – درگذشته ۴ مه ۱۹۲۵)، پزشک و جانورشناس ایتالیایی بود که بیشتر به خاطر کارش در انگل‌شناسی بویژه عامل مالاریا شناخته شده‌است. او از سال ۱۸۸۳ در دانشگاه کاتانیا در رشته جانورشناسی مقایسه‌ای و از ۱۸۹۵ تا زمان مرگش در دانشگاه ساپینزای رم استاد کالبدشناسی مقایسه‌ای بود.